# Oberkreuzberg

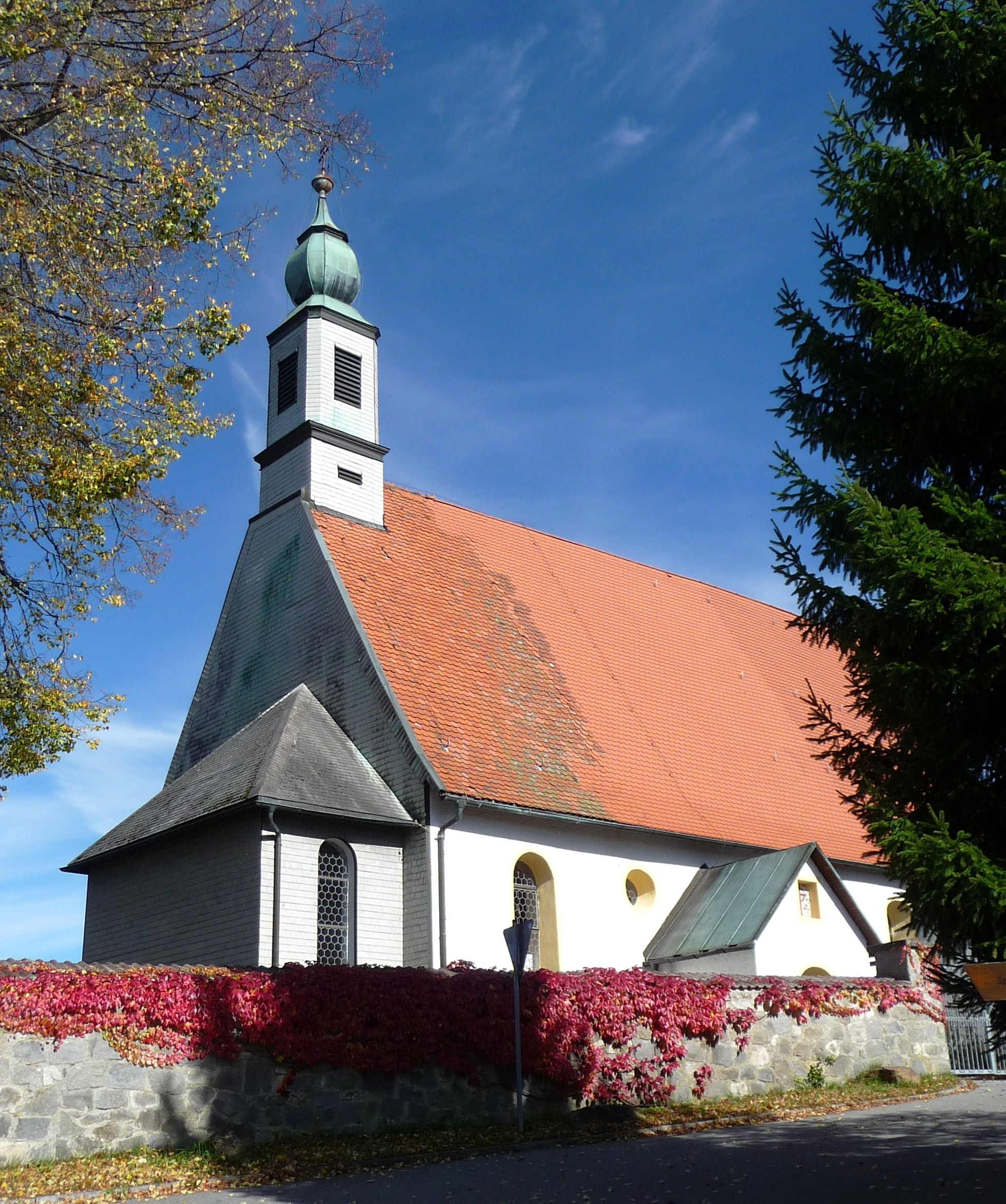
Die Pfarrkirche St. Maria Magdalena

Oberkreuzberg ist ein Gemeindeteil der Gemeinde Spiegelau im niederbayerischen Landkreis Freyung-Grafenau. Bis zum 31. Dezember 1977 bildete es eine selbstständige Gemeinde.

## Lage
Das Pfarrdorf liegt in einer Höhenlage von 780 Metern etwa zwei Kilometer südwestlich von Spiegelau an der Südseite eines bis 790 Meter hohen aussichtsreichen Bergrückens.

## Geschichte
1395 wird Khreitzberg im Halser Salbuch mit neun Gütern und zwei Waldlehen genannt. 1472 schlug Herzog Ludwig dem Passauer Bischof Ulrich den Priester Erasmus Schöttel auf den durch den Tod des letzten Besitzers Georg „vakanten Altar der Kapelle S. Mariae Magdalena in Krewtzperg“ vor. Demnach befand sich zu dieser Zeit schon eine Kapelle im Ort. In der Landkarte des Philipp Apian von 1568 ist er als Creitzperg eingetragen. In einem Visitationsprotokoll von 1558 ist vermerkt, dass stets ein feiertäglicher Gottesdienst gehalten werde.
In seelsorglicher Hinsicht war Oberkreuzberg ursprünglich eine Filiale von Schönberg. 1787 wurde es Expositur und 1894 Pfarrei.
Mit dem zweiten Gemeindeedikt im Mai 1818 wurde die politische Gemeinde Oberkreuzberg gebildet. Erster Gemeindevorsteher wurde der Wagnermeister Josef Ertl. Auch Klingenbrunn und Spiegelau waren ursprünglich Teil der Gemeinde. Aufgrund der Siedlungsentwicklung wurde 1833 Klingenbrunn einschließlich Spiegelau zur selbstständigen Gemeinde erhoben.
1911 wurde das Trinkwasser-Versorgungsnetz eingerichtet, 1925 erfolgte der Anschluss an das elektrische Stromnetz. Neben Oberkreuzberg gab es parallel die Bezeichnung und Schreibweise Kreuzberg, was zu häufigen Verwechslungen mit dem nahen Kreuzberg bei Freyung führte. Erst 1931 wurde offiziell Oberkreuzberg als Orts- und Gemeindebezeichnung eingeführt.
Nach Kriegsende 1945 setzten die US-Amerikaner zunächst David Bauer und dann Georg Schönberger kommissarisch als Bürgermeister ein. 1948 wählten die Gemeindeangehörigen Ferdinand Maier zum Bürgermeister. Er musste 1954 zurücktreten, als sich herausstellte, dass ein Teil seines Wohnhauses auf dem Gebiet der Gemarkung Klingenbrunn lag.

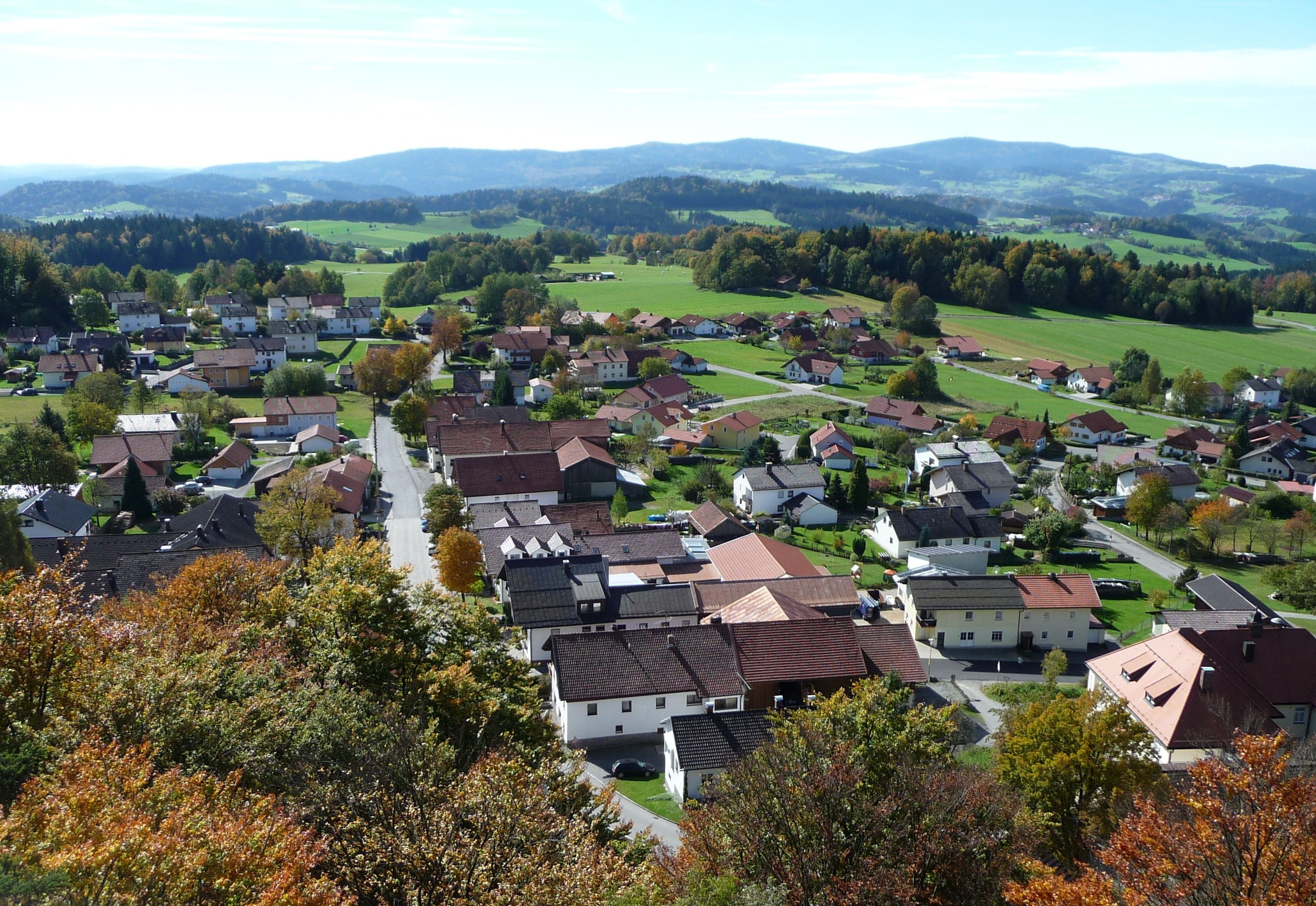
Blick vom Aussichtsturm auf Oberkreuzberg

Nach einer Bürgerabstimmung kam 1963 der Gemeindeteil List mit 21 Hektar, 53 Häusern und 399 Personen zu Spiegelau. 1970 gehörten 1.530 Einwohner zur Gemeinde Oberkreuzberg, 611 Erwerbstätige und 117 landwirtschaftliche Betriebe. Von den 611 Erwerbstätigen waren 411 (67 %) Pendler, 14 % waren in der Landwirtschaft tätig. Der Bau eines Appartementhotels mit Grundsteinlegung im Jahr 1971, 87 Wohnungen auf 7 Etagen und zirka 350 Betten war ursprünglich als Seniorenresidenz vorgesehen, doch als das Bauvorhaben in der ursprünglichen Bestimmung scheiterte, verkaufte der Erbauer (ein Architekt aus Pinneberg) die Appartements mit Unterstützung der GDF Wüstenrot überwiegend als Zweitwohnungen für Feriengäste im BayWa. Danach stieg von 1972 bis 1974 die Zahl der Fremdenbetten von 412 auf 550 und die der jährlichen Übernachtungen von 43.270 auf 66.000.
Oberkreuzberg kam im Zuge der Gebietsreform in Bayern 1978 zu Spiegelau, das ursprünglich nur ein Teil der Gemeinde Oberkreuzberg war. Der letzte Oberkreuzberger Bürgermeister Josef Wolf und seine Gemeinderäte stimmten der Eingliederung zu. Mehrmals wurde der Ort im Wettbewerb Unser Dorf soll schöner werden ausgezeichnet. Es zählt etwa 1200 Einwohner. Vom Aussichtsturm aus hat man einen hervorragenden Ausblick über den Bayerischen Wald bis zu den Alpen.
In den 1990er Jahren entstand im Süden von Oberkreuzberg ein kleines Industriegebiet.

## Sehenswürdigkeiten
Die im Kern gotische Pfarrkirche St. Maria Magdalena geht noch auf die mittelalterliche Kapelle zurück. Sie erhielt im 17. und 18. Jahrhundert eine barocke Umgestaltung. Bis ins 20. Jahrhundert war sie auch die Kirche der Orte Klingenbrunn und Spiegelau.

## Vereine
- BRK Sanitätskolonne Oberkreuzberg
- Freiwillige Feuerwehr Oberkreuzberg, gegründet 1874
- Kaninchenzuchtverein Oberkreuzberg
- Kath. Frauenbund Oberkreuzberg
- Krieger- und Soldatenverein Oberkreuzberg
- Männergesangsverein Oberkreuzberg
- Obst- und Gartenbauverein Oberkreuzberg
- Spielvereinigung Oberkreuzberg, 1950 gegründet
- St. Härmann Schützen Oberkreuzberg
- VdK-Ortsverband Oberkreuzberg